# 斯特潘·恰尔内茨基
斯特潘·米科拉約維奇·恰爾内茨基（羅馬化：Stepan Mykolaiovych Charnetskyi；1881年1月21日—1944年10月2日），乌克兰诗人、翻译家、记者、戏剧和音乐评论家、戏剧导演和制作人。乌克兰錫奇步槍兵團軍歌哦，草地上的紅莢蒾的作者。

## 外部鏈接
- Терлюк, І. Автор пісні «Ой у лузі червона калина» Степан Чарнецький — родом з Тернопільщини （页面存档备份，存于） // Suspilne新聞（烏克蘭語：Суспільне Новини） 2022年4月18日.